# صندوق تخزين ذاتي
صناديق التخزين الذاتي (بالإنجليزية: Self-storage box)، (المعروفة أيضًا باسم "حاويات التخزين الذاتي"(self-storage bins)) هي حاويات تخزين غالبًا ما يتم استئجارها من قبل الأفراد والشركات في المناطق الحضرية. وتقدم خدمة صندوق التخزين خدمات التوصيل والتوصيل عند الطلب لمنشآت التخزين؛ بينما لا تقوم شركات التخزين الذاتي بهذة الخدمات.

## وصف
صناديق التخزين الذاتي المُأجرة هي في المقام الأول صناديق قابلة للقفل مصنوعة من البلاستيك الصلب مناسبة للسلع المنزلية والملابس والأحذية والإلكترونيات والمستندات والكتب، وعادة ما تبلغ سعتها 80 لترًا على الأقل وأقصى وزن 100 رطل تقريبًا.
غالبا ما يتم استلام صناديق التخزين من موقع المستأجرين. يقدم بعض المشغلين خدمات للمستأجرين تشمل جردًا بالصور للصناديق ونظام تتبع باستخدام الصور كمرجع؛ وتطبيقات لعرض أو إضافة أو طلب إعادة التخزين لعنصر ما. يصبح التخزين الذاتي شفافًا من خلال قائمة العناصر الموجودة في الصندوق الخاص بالمستأجر على موقع أو تطبيق الشركة والذي يمكن للمستأجر من خلاله طلب استلام العناصر الفردية بكل سهولة، وغالبا ما يدفع المستأجرون مبلغا على الاستلام من مرافق المخزن أو في حال التوصيل لمنازلهم، بالإضافة إلى رسوم شهرية للتخزين في مرافق التخزين الذاتي، وتتراوح أسعار صناديق التخزين الصغيرة بين $ 5.00 - $ 10 دولار أمريكي لكل صندوق، أصبحت هذا النوع من التخزين خيارًا شائعًا للتخزين في لكل من الأفراد والمؤسسات التجارية. تستشهد بلومبرج نيوز بالزيادة الكبيرة في الطلب على العرض باعتبارها السبب الرئيسي لانتشار التخزين بالحاويات والذي أصبح شائعًا جدًا في مدن مثل نيويورك.
على عكس مرافق التخزين الذاتي التقليدية حيث يذهب المستأجرون فعليًا إلى الفرع لأخذ وتفحص سلعهم، فإن صناعة التخزين الذاتي تبسط عملية التخزين من خلال تزويد العملاء بمزيد من الشفافية ومزيداً من الخدمات عند حاجتهم لها.

## التحديات التي تواجه صناعة التخزين الذاتي التقليدية
نظرًا لنقص مساحة العيش في المدن الكبرى، أصبحت صناديق التخزين الذاتي الآن خدمة مهمة في العديد من أنحاء العالم، الخدمة محببة بشكل خاص للعملاء لأن خدمات الاستلام من الفرع توفر الوقت والجهد لسكان المناطق الحضرية مثل هونغ كونغ ومدينة نيويورك، لندن، وبرلين، ولكن بشكل خاص في العالم الآسيوي.
يواصل محللي الأعمال مراقبة هذة الصنعاة عن كثب لمعرفة فرص سوق التخزين الذاتي. يحدد KeyBank الشركات الناشئة الرئيسية في مدينة نيويورك على النحو التالي: RedBin و MakeSpace و Clutter. على الرغم من أن RedBin تقدم خدمة التخزين الذاتي التقليدية فقط، إلا أن الآخرين قد غيروا من خدماتهم ليقدموا خدمات النقل والتخزين الكاملة.